# Graphiphora haruspica
Graphiphora haruspica là một loài bướm đêm trong họ Noctuidae.